# تجربة خزان ماء جوفي
يُجري اختبار طبقة المياه الجوفية (أو اختبار الضخ) لتقييم طبقة المياه الجوفية عن طريق «تحفيز» الطبقة من خلال الضخ المتدرج والمستمر، ومراقبة الاستجابة بمعرفة مقدار ومستوى هبوط المياه. اختبار طبقة المياه الجوفية هو أداة شائعة، يستخدمها الهيدروجيولوجيين لتشخيص نوع طبقة المياه الجوفية والتدفق وحدود النظام، الاستخدام والسحب الآمن.

## تمهيد
في معظم الأحيان يتم إجراء اختبار مبسط للتعرف على كيفية آداء البئر حيث يتم قياس معدل التصرف مع أخذ بعض قراءات الهبوط وذلك بغرض اختبار المضخة المناسبة لخصائص تشغيل البئر. وبالإضافة إلى ذلك فإن عملية الاختبار إذا ما تم تخطيطها وتنفيذها بدقة فإنها تكشف عن حقائق هامة حول كيفية أداء الخزان المائي الجوفي نفسه والتي لا يمكن الحصول عليها بنفس الدقة باستخدام أي طريقة أخرى. والاختبار بهذا الوضع يعرف باختبار الخزان المائي.

### تعريفات أساسية
- مستوى الماء الثابت: (بالإنجليزية: Static water level)‏هو المستوى الذي يقف ماء عنده في حالة سكون البئر (عدم سحب المياه منه سواء بالضخ أو بالتدفق الذاتي) ويتم التعبير عنه بالمسافة من سطح الأرض (أو أية نقطة قياي أخرى قريبة من سطح الأرض) إلى مستوى الماء في البئر وفي الآبار المتدفقة ذاتياً يكون مستوى الماء الثابت فوق سطح الأرض ويتم قياسه بعد إيقاف التدفق ولذلك فإنه يُسمى أحياناً بالضغط المحبوس.[1][2][3]
- مستوى الماء المتحرك: هو المستوى الذي يقف الماء عنده أثناء تشغيل البئر (عند سحب المياه منه سواء بالضخ أو بالتدفق الذاتي) ويُسمى في بعض الأحيان بمستوى الماء الديناميكي (بالإنجليزية: Dynamic water level)‏ أو مستوى الضخ.
- الهبوط: ويعني مدى انخفاض مستوى الماء أثناء سحب المياه من البئر ويساوي الفرق بين مستوى الماء الثابت ومستوى الماء المتحرك ويمثل الضغط اللازم لانسياب المياه من الخزان الجوفي باتجاه البئر عند معدل سحب المياه من هذا الخزان.
- الهبوط المتبقي: بعد إيقاف سحب المياه من البئر فإن مستوى الماء يرتفع ويقترب من مستوى الماء الثابت الذي تمت ملاحظته قبل البدء في عملية السحب وفي أثناء فترة الاستعاضة هذه فإن المسافة حيث يوجد مستوى الماء تحت مستوى الماء الثابت الأصلي في أي وقت تسمى الهبوط المتبقي.
- معدل تصريف البئر: (بالإنجليزية: Discharge rate)‏هو حجم المياه التي يتم سحبها من البئر في وحدة الزمن ويُعبر عنه عادة بالجالون في الدقيقة وقد تُستعمل وحدات أخرى مثل اللتر في الثانية.
- الطاقة النوعية: وهي معدل تصريف البئر المقابل لكل وحدة من الهبوط ويُعبر عنها بالجالون في الدقيقة لكل قدم أو باللتر في الثانية لكل متر. ويتم حسابها بقسمة معدل الإنتاج على مقدار الهبوط الذي يتم قياسه في نفس الوقت.
- الهبوط النوعي: ويمثل مقدار الهبوط المقابل لكل وحدة من معدل التصريف ويُعبر عنه بالقدم لكل جالون في الدقيقة أو بالمتر لكل لتر في الثانية.

## قياس معدل التصرف
يمكن قياس معدل التصريف باستخدام بعض الطرق البسيطة والتي تعتبر دقيقة إلى حد ما وذلك بتعيين الوقت اللازم لتعبئة وعاء أو حاوية ذات حجم معروف بالماء وكذلك فإنه يمكن استخدام عدادات المياه التجارية لتحديد كمية المياه التي يتم سحبها من البئر في وقت محدد ولكن أكثر الطرق دقة لقياس معدل التصريف تتم باستخدام السياج الحلقي.
والسياج الحلقي عبارة عن فتحة كاملة الاستدارة تتوسط لوح دائري من الصلب ولها حواف مربعة نظيفة ويبلغ سمك اللوح حول حواف الفتحة 1/16 بوصة ويتم تركيب السياج الحلقي عند الطرف الخارجي لأنبوبة التصريف بحيث تتوسط فتحة الساج في الأنبوبة تماماً وينبغي أن تكون أنبوبة التصريف مستقيمة في وضع أفقي لمسافة لا تقل عن ستة أقدام خلف طرفها الخارجي. وعلى مسافة 24 بوصة بالضبط من السياج الحلقي يتم ثقب أنبوبة التصريف في وسطها تماماً ومن خلال هذا الثقب تثبت أنبوبة من البلاستيك أو المطاط المرن الشفاف تسمى الأنبوبة البيزومترية ليمكن قياس ضغط الماء في أنبوبة التصريف كما يتم تثبيت مسطرة مدرجة مع الأنبوبة البيزومترية في وضع رأسي ليمكن قياس المسافة التي يرتفع إليها الماء في الأنبوبة. ويتم حساب كمية المياه التي تتدفق من فتحة السياج الحلقي باستخدام المعادلة التالية:
1/2^(Q=8.02KA(h
حيث (Q): هي معدل التصريف في وحدة الزمن ويعبر عنه بالجالون في الدقيقة في حالة حساب مساحة فتحة السياج الحلقي (A) بالبوصة المربعة، وارتفاع مستوى الماء في الأنبوبة البيزومترية (h)بالبوصة، أما (K)فهو معامل التصريف للسياج الحلقي ويختلف باختلاف أقطار فتحة السياج وأنبوبة التصريف ويمكن الحصول على قيمة هذا المعامل باستخدام الرسوم البيانية.
وعملية حساب معدل التصريف باستخدام طريقة السياج الحلقي دقيقة جداً ولا تتعدى نسبة الخطأ فيها 2% بشرط الأخذ في افعتبار ما يلي:
1. ألا تتجاوز نسبة قطر فتحة السياج الحلقي إلى قطر أنبوبة التصريف عن 0,8 وفي الواقع فإن الدقة تبدأ في التناقص عندما تتجاوز هذه النسبة عن 0,7.
2. أن تكون الأنبوبة البيزومترية خالية تماماً من العوائق وكذلك فقاعات الهواء.

ونظراً لأن طريقة لسياج الحلقي قد أصبحت من أكثر الطرق استخداماً لقياس معدل التصريف ولتسهيل العمليات الحسابية فقد وضعت جداول يمكن باستخدامها معرفة معدل التصريف مباشرة وذلك باستعمال سياجات حلقية وكذلك أنابيب تصريف ذات أقطار مختلفة.

## قياس مستوى الماء
1. المسبار الكهربي (بالإنجليزية: Electric Sounder)‏، ويُعتبر الوسيلة اليدوية الأكثر استخداماً ويتكون المسبار من قطب كهربائي يُعلق بزوج من الأسلاك المعزولة، وجهاز أميتر يعمل بالبطاريات الصغيرة. ويوضح غلق الدائرة الكهربائية وسريان التيار الكهربي عندما يلامس القطب سطح الماء في البئر. وهذه الطريقة دقيقة إلا أنه قد تحدث بعض الأخطاء نتيجة الالتواءات والثنيات التي قد تحدث في السلك أثناء إنزاله في البئر أو إخراجه منه كذلك قد يتسبب في وجود بعض الزيوت الطافية على سطح الماء في عزل القطب الكهربائي وعدم تأثره عندما يصل إلى سطح الماء ولهذه الأسباب فإنه يفضل استخدام هذه الطريقة عندما يكون العمق إلى سطح الماء محدوداً.
2. خط الهواء (بالإنجليزية: Airline)‏: يتم تركيب خط الهواء في البئر بغرض قياس العمق إلى سطح الماء ويتكون خط الهواء من أنبوب ذات قطر صغير (1/4 بوصة) وبطول يكفي ليمتد من فوهة البئر إلى نقطة تسفل أعمق مستوى يمكن أن يصل إليه الماء أثناءالضخ بعدة أقدام ويجب أن يكون خط الهواء محكماً لا يسمح بتسرب الهواء كما يجب قياس طوله الرأسي بكل دقة ويزود طرفه العلوي بصمام وبتوصيلات مناسبة تسمح بضخ الهواء في الخط باستخدام مضخة هوائية عادية كما تسمح أيضاً بتركيب جهاز لقياس ضغط الهواء وعادة تكون قراءات الجهاز بالرصل على البوصة المربعة ولكن توجد بعض الأجهزة المعدلة التي تعطي قراءاتها بالأقدام من المياه.

وتعمل هذه الطريقة على أساس أن ضغط الهواء اللازم لدفع الماء الموجود داخل الجزء المغمور من خط الهواء يساوي الضغط المائي لعمود من المياه بنفس الارتفاع فإذا تم تحويل هذا الضغط إلى أقدام من المياه فإنه يمكن حساب العمق إلى مستوى الماء في البئر وكخطوة أولى أساسية يتم تحديد العمق من نقطة القياس على السطح إلى نهاية خط الهواء بكل دقة. ولتحديد مستوى الماء في البئر عند أي وقت أثناء الاختبار يتم ضخ الهواء في الخط ويلاحظ عندئذ أن الضغط المبين في عداد الضغط يرتفع إلى أن يصل إلى قيمة عظمى ويعني ذلك أنه قد تم دفع جميع الماء إلى خارج خط الهواءوعند هذه النقطة فإن ضغط الهواء في الخط يعادل تماماً ضغط الماء وتبين قراءة العداد الضغط اللازم لحمل عمود من الماء ارتفاعه يساوي المسافة من مستوى الماء في البئر إلى الطرف السفلي لخط الهواء. فإذا كانت قراءة الجهاز بالأقدام من المياه فإنها تبين مباشرة طول الجزء المغمور من خط الهواء أما إذا كانت قراءات الجهاز بالرطل على البوصة المربعة فيتم تحويل تلك القراءات إلى أقدام من المياه (الرطل على البوصة المربعة يساوي 2,31 قدم من المياه). وبطرح الطول المغمور من الطول الكلي لخط الهواء نحصل على العمق إلى مستوى الماء اسفل نقطة القياس عند الوقت المحدد. والقياس الذي يتم قبل أن يبدأ الضخ يدل على مستوى الماء الثابت.
وتتوقف صحة قياسات مستوى الماء بواسطة خط الهواء على دقة عداد الضغط المستخدم والعناية كل مرة في تحديد القراءة الأولية للضغط قبل أن يبدأ مؤشر العداد بالتراجع. وعموماً فإنه يمكن تحديد مستوى الماء بهذه الطريقة في حدود 0.2 قدم من القيمة الحقيقية وعلى هذا النحو فإنها ليست دقيقة بما يكفي للإستخدام في آبار المراقبة عند إجراء اختبارات الخزان المائي ومع ذلك فإنها أكثر الطرق استعمالاً لقياس مستوى الماء في الآبار الإنتاجية.
وفي الآبار المتدفقة ذاتياً يتم قياس ارتفاع مستوى الماء عن سطح الأرض أو أي نقطة قياس أخرى وذلك باستخدام جهاز لقياس الضغط يتم تركيبه مباشرة في الجزء الظاهر من أنابيب التغليف أو في أنبوب التصريف.

## الترتيبات الخاصة بعملية الاختبار
قبل البدء في عملية الاختبار يجب التأكد من اتخاذ الترتيبات التالية:
1. اختيار نقطة مناسبة يتم الرجوع إليها بجميع قياسات مستوى سطح الماء.
2. في اختبارات الضخ ينبغي أن تكون المضخة والماكينة قادرتين على إنتاج أقصى حد لكميات المياه المتوقع إنتاجها بعد اتمام عمليات تنمية وتطوير البئر.
3. في حالة استخدام طرية السياج الحلقي لقياس معدل التصرف فإنه ينبغي أن يكون قطر أنبوب التصريف وكذلك السياج الحلقي متناسب مع كمية الإنتاج المتوقعة.
4. تركيب صمام على أنبوب التصريف للعمل على إنتاج كميات ثابتة من الماء أثناء عملية الاختبار وأي تغير في معدل التصريف أثناء الاختبار ينبغي معالجته في الحال باستخدام الصمام.
5. في اختبارات الضخ ينبغي اتخاذ الاحتياطيات التي تسمح بأخذ قياسات مستوى الماء باستعمال المسبار الكهربي أو خط الهواء وكذلك في حالة الآبار المتدفقة ذاتياً فإنه ينبغي اتخاذ الترتيبات المناسبة لاستخدام قياس الضغط.
6. يجب أن تبدأ عملية الاختبار بعد مضي مالا يقل عن 24 ساعة على آخر مرة كانت البئر تنتج منه المياه.
7. إذا بدأ الاختبار فيجب أن يستمر إنتاج المياه دون توقف حتى ينتهي الاختبار فإذا حدث وإن توقف الإنتاج لأي سبب من الأسباب فإنه ينبغي إعادة الاختبار مرة أخرى بعد مضي 24 ساعة من التوقف.
8. يجب قياس مستوى الماء الثابت بدقة فب بداية عملية الاختبار
9. خلال عملية الاختبار يجب تسجيل درجات حرارة المياه وكذلك توصيلها الكهربائي على فترات زمنية محددة ومتقاربة.
10. تتم عملية قياس هبوط مستوى الماء حسب الخطوات التالية:

- الاختبار عند معدل إنتاج ثابت (بالإنجليزية: Constant Rate Discharge Test)‏:

في هذا الاختبار يتم سحب المياه من البئر الإنتاجية لمدة زمنية معينة عند معدل إنتاج واحد وتسجيل الهبوط في هذا البئر وآبار المراقبة القريبة. والاختبار المثالي ينبغي أن يستمر حتى الوصول إلى حالة الثبات أي حتى يثبت مخروط السحب ولكن عملياً فإن ذلك نادر الحدوث وفي الخزانات المائية المقيدة فإن مخروط السحب يتسع سريعاً لأنه لا يحدث تفريغ حقيقي من المياه ولكن بدلاً من ذلك فإن الضغط يتناقص في المنطقة المحيطة بالبئر ولذلك فإن الاختبار لمدة 24 ساعة يعتبر كافياً للحصول على معلومات يعتمد عليها ولكن في الخزانات المائية الحرة فإنه يلزم حوالي 72 ساعة لتفريغ الماء الموجود بداخل مخروط السحب لأن الماء يتغلغل إلى أسفل ببطء في معظم الرسوبيات الطباقية بيد أنه في بعض الحالات فإن مخروط السحب يثبت قبل مرور هذه المدة وعلى أية حال فإنه ينبغي عدم ايقاف الاختبار قبل الوصول غلى حالة الثبات.
- اختبار الاستعاضة (بالإنجليزية: Recovery Test)‏

بعد إيقاف سحب المياه من البئر الإنتاجية يتم قياس مستوى الماء أو الضغط في هذه البئر وآبار المراقبة وبنفس الفترات الزمنية المتبعة في الاختبار السابق لمدة 24 ساعة أو حتى يعود الماء إلى مستواه الثابت الأصلي تقريباً.
- اختبار الهبوط عند مراحل متزايدة من الإنتاج (بالإنجليزية: Step Drawdown Discharge Test)‏

في هذا الاختبار يتم سحب المياه من البئر الإنتاجية عند مراحل متتابعة متزايدة من الإنتاج وتسجيل الهبوط المصاحب لكل من هذه المراحل ويجب أن يشتمل الاختبار على عدد من المراحل يتراوح من خمسة إلى ثمانية تستغرق كل منها من ساعتين إلى ثلاثة ويجري قياس مستويات المياه أو الضغط في كل من هذه المراحل عند نفس الفترات الزمنية المستخدمة في الاختبارات السابقة.

## تحليل بيانات الاختبار
تعتمد الطريقة التي تُعالج بها البيانات التي يتم الحصول عليها أثناء الاختبار على العديد من العوامل التي تؤثر بشكل أو بآخر على تلك البيانات ويمكن تقسيم تلك العوامل إلى مجموعتين الأولى تتعلق بسلوك الخزان الجوفي مثل نوعية الخزان (حر أو مقيد) وسماكته ودرجة تجانسه ومدى اتصاله بالخزانات التي تعلوه أو تسفله والثانية تتعلق بسلوك البئر مثل أقطار وأطوال أنابيب التغليف ( حجم المياه المخزونة داخل تلك الأنابيب فوق مستوى الخزان الجوفي) والفارق بين درجة حرارة المياه داخل الخزان الجوفي وبين درجة حرارة المخزون من داخل أنابيب التغليف وقرب البئر من مصادر التغذية المتصلة بالخزان الجوفي وكذلك قربه من أحد الحواجز الطبيعية أو الصناعية وكذلك نسبة سمك الجزء الذي تم اختراقه في البئر إلى سمك الخزان الجوفي بأكمله. ولكن واحد من هذه العوامل الحلول الرياضية لمعالجته دون الدخول في تفاصيل تلك الحلول أو طرق توضيح أبسط الطرق المستعمله لتحليل بيانات الاختبار على النحو التالي:

### العلاقة بين الهبوط والإنتاج
(بالإنجليزية: Drawdown - Yield)‏
هناك معادلة تحكم هذه العلاقة والتي توصل إليها جاكوب عام 1946م وهي:
الهبوط = (معامل فاقد الطبقة المنتجة للمياه * الإنتاج) + (معامل فاقد البئر * مربع الإنتاج)
وتكتب على النحو التالي: S=BQ + CQ2
حيث s هي الهبوط، Q معدل الإنتاج، B معامل فاقد الطبقة المنتجة للمياه، C معامل فاقد البئر

### العلاقة بين الهبوط والوقت
إن المتغيرات في هذه العلاقة هي الهبوط والوقت مع تثبيت العوامل الأخرى وأهمها الإنتاج ولذلك تستخدم بيانات الاختبار عند معدل إنتاج ثابت ويُستفاد من هذه العلاقة في استنباط المعاملات الهيدروليكية التالية:
- معامل السماحية: لقد توصل جاكوب إلى استنباط معامل السماحية باستخدام المعادلة التالية:

T= 264 * Q/(S2-S1)
حيث T هي معمل السماحية بالجالون في اليوم لكل قدم، Q هي معدل الإنتاج بالجالون في الدقيقة، S2-S1 هي قيمة التغير في الهبوط بالقدم في دورة لوغاريتمية واحدة من الوقت.